# Autokratór
Görögül ’egyeduralkodó’.

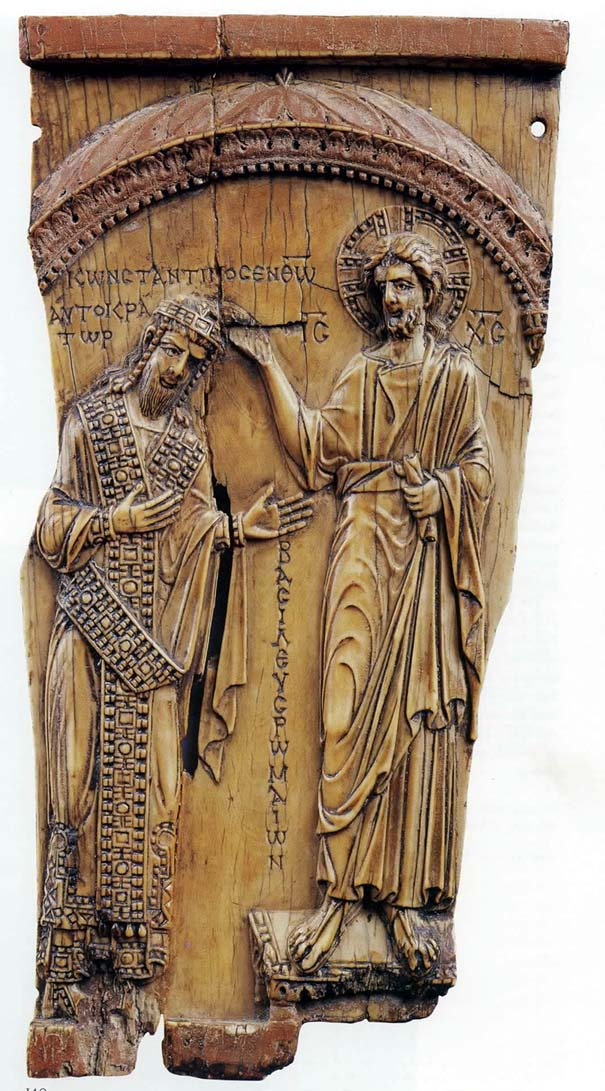
Elefántcsont faragvány, amely VII. Kónsztantinosz császárt megáldó Krisztust ábrázolja

1. Az athéni demokráciában a ritkán megválasztott teljhatalmú hadvezér (például Alkibiadész, Nikasz, Lamakhosz) elnevezése (sztratégosz ~; latin dictator). A Makedón Birodalomban II. Philipposz és III. Alexandrosz (Nagy Sándor) viselte ezt a címet. A görög szerzők a római dictatort, majd az imperatort fordították autokratórnak.
2. Bizánci császár címe a középkorban. A társcsászári intézmény kialakulásával, a 8. századtól az autokratór az első vagy főcsászár, aki korlátlan hatalom birtokosa volt. Attól kezdve, hogy a hadsereg, a szenátus és a nép autokratórrá kiáltotta ki, minden megkötöttség nélkül rendelkezett a hadsereggel, törvényt hozott, irányította az államigazgatást, és mint a törvények hiteles értelmezője a birodalom legfőbb bírája volt. Társcsászárától megkülönböztető jelvényeket nem viselt, bár a Palaiologoszok idején (1261–1543) a konstantinápolyi pátriárka csak az autokratórt koronázta meg.
3. Az orosz cárok címe. A bizánci hagyományok nyomán felvett cár (császár) és autokratór cím – amelyet először III. Iván moszkvai nagyfejedelem (uralkodott: 1462–1505) használt – a teokratikus Bizánci Birodalom örökségének tudatos vállalását jelezte. A cárok azonban – Bizánccal szemben – nem fogadták el az orosz ortodox egyház elsőbbségét a világi hatalommal szemben.